# Larry Kirksey

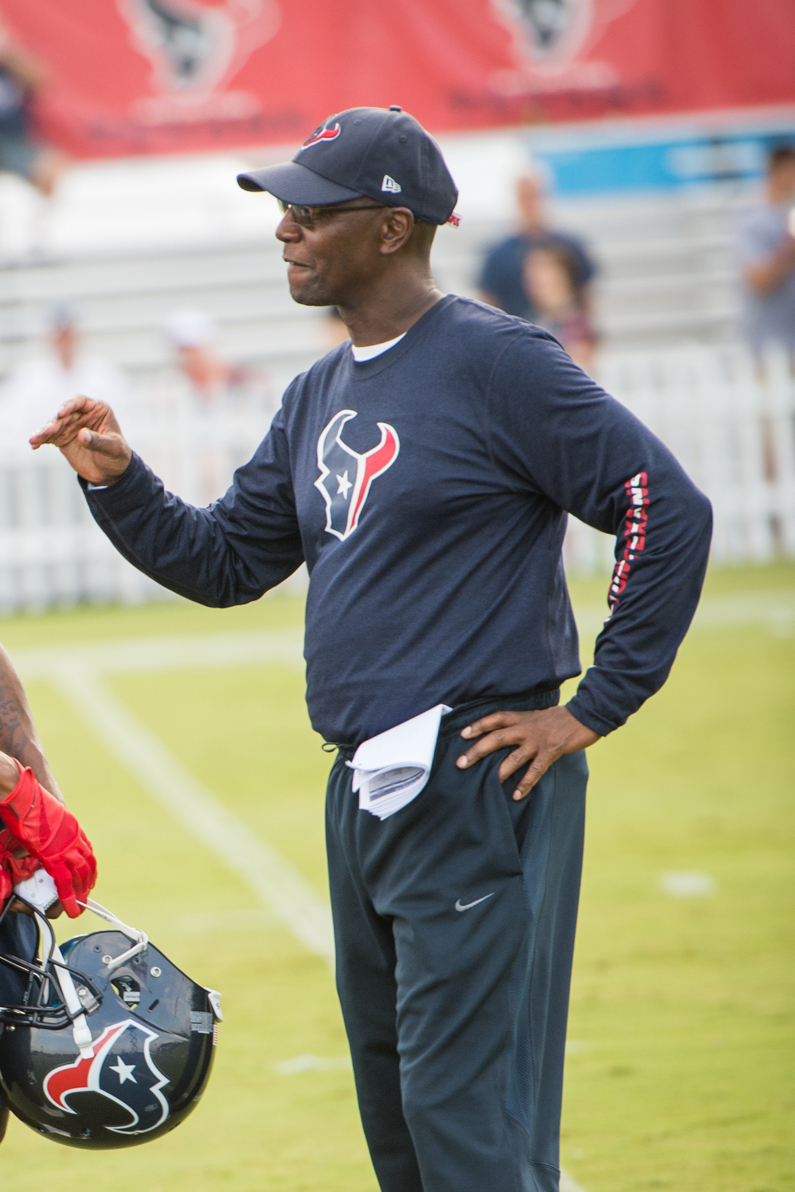
Larry Kirksey

Larry Kirksey (geb. Harlan, Kentucky, USA) ist ein US-amerikanischer American-Football-Trainer. Er war 17 Jahre in der National Football League (NFL) tätig.

## Karriere
Kirksey spielte von 1969 bis 1973 als Wide Receiver bei den Eastern Kentucky University Colonels.
Ab 1974 war Kirksey als Trainer im College Football tätig, hauptsächlich im offensiven Bereich, also für Wide Receiver und Running Back. 1983 war er Head Coach der Kentucky State Thorobreds. Mit den Alabama Crimson Tide gewann er 1992 die nationale Meisterschaft.
Von 1994 bis 1999 war er Wide Receiver Coach der San Francisco 49ers in der NFL. Bereits im ersten Jahr gewann er mit den 49ers den Super Bowl. Weitere Stationen in der NFL waren 2001 und 2002 die Detroit Lions, 2003 die Jacksonville Jaguars, 2004 die Denver Broncos (als Assistent des Special Team Coach) sowie 2007 bis 2013 die Houston Texans. Dazwischen war er jeweils im College Football tätig.
Ab 2005 arbeitete Kirksey als stellvertretender Geschäftsführer der Kentucky Sports Authority.  2020 wurde er Wide Receiver Coach der Seattle Dragons in der XFL. 2021 war er Head Coach der Sea Lions in The Spring League.